# Caryospora varaniornati
Caryospora varaniornati – gatunek pasożytniczych pierwotniaków należący do rodziny Eimeriidae z podtypu Apicomplexa, które kiedyś były klasyfikowane jako protista. Występuje jako pasożyt waranów. C. varaniornati cechuje się tym iż oocysta zawiera 1 sporocystę. Z kolei każda sporocysta zawiera 8 sporozoitów.
Obecność tego pasożyta stwierdzono u Varanus ornatus.

## Sporulowana oocysta
Jest kształtu sferoidalnego, posiada następujące rozmiary: długość 11 – 12,5 μm, szerokość 11 – 12 μm. Brak mikropyli oraz wieczka biegunowego. Czasami występuje ciałko biegunowe, które u tego gatunku jest wielkości 1 – 1,5 μm.

## Sporulowana sporocysta i sporozoity
Sporocysty kształtu owoidalnego o długości 8,5 – 9,5 μm, szerokości 6,5 – 7 μm. Występuje ciałko Stieda, brak substieda body (SBB) i parastieda body (PSB). Występuje ciałko resztkowe sporocysty w postaci rozproszonych ziarnistości umieszczonych pomiędzy sporozoitami. Sporozoity w kształcie wydłużonym, jądra widoczne.